# Fehérhasú legyezőfarok
A fehérhasú legyezőfarok (Rhipidura leucophrys) a madarak osztályának verébalakúak (Passeriformes) rendjébe és a legyezőfarkú-félék (Rhipiduridae) családjába tartozó faj.

## Előfordulása
Ausztrália, Indonézia, Pápua Új-Guinea és a Salamon-szigetek területén honos. A természetes élőhelye a nyílt erdők, esőerdők, vízfolyások és emberi lakóhelyek környéke.

## Alfajai
- Rhipidura leucophrys melaleuca - a Maluku-szigetek, Új-Guinea, a Salamon-szigetek és kisebb szigetek a Torres-szorosban
- Rhipidura leucophrys picata - Ausztrália északi része
- Rhipidura leucophrys leucophrys - Ausztrália többi része az északi terültek kivételével

## Megjelenése
Testhossza 18-22 centiméter, testsúlya 20 gramm. Tollazata fekete, melle, hasa és szemöldöksávja fehér.

## Életmódja
Széttárt faroktollait mozgatva zavarja fel a rovarokat, melyet vagy a talajon, vagy felszállás közben kap el. Pókokat is fogyaszt.

## Szaporodása
Szaporodási időszaka augusztustól februárig tart. Csésze alakú fészkét ágakra, vagy épületekre készíti. Fészekalja 3 krém színű, barnán pöttyözött tojásból áll, melyet 14 napig kotlanak felváltva a szülök. Kedvező feltételek esetén többször is költ egy idényben.
|  |

## Külső hivatkozások
- Képek az interneten a fajról
- Ibc.lynxeds.com - videók a fajról Archiválva 2011. április 15-i dátummal a Wayback Machine-ben